# Alberto Mondadori
Alberto Mondadori (Ostiglia, 8 dicembre 1914 – Venezia, 14 febbraio 1976) è stato un editore, giornalista e scrittore italiano.

## Biografia
Figlio primogenito di Arnoldo Mondadori, fondatore dell'omonima casa editrice, e di Andreina Monicelli, è fratello maggiore di Giorgio (1917-2009), Laura (detta Mimma), (1924-1991) e Cristina (detta Pucci, 1934-2015). Frequenta le scuole elementari a Verona fino alla quarta classe; poi si trasferisce a Milano con la famiglia. Qui termina le elementari e s'iscrive dapprima al Ginnasio Parini e poi al Liceo Berchet. Conosce Remo Cantoni, con cui stringe una fraterna amicizia. Frequenta i corsi della Facoltà di Scienze Politiche all'Università degli Studi di Pavia, senza peraltro giungere alla laurea.
All'età di 13 anni (1927) ha già fatto il suo ingresso in azienda, per restarvi fino alla maggiore età (1935). In quell'anno si avvicina al mondo del cinema, sceneggiando e dirigendo I ragazzi della via Paal, in collaborazione con il cugino Mario Monicelli. Nel 1938 fonda a Roma una sua società di produzione: la «Montedoro Film» (che riprendeva il soprannome attribuito ad Arnoldo da Gabriele D'Annunzio), che però non ottiene risultati soddisfacenti.
Ritorna a Milano e si dedica al giornalismo, fondando e dirigendo il periodico «Tempo» (1939), settimanale d'attualità stampato in rotocalco, con illustrazioni a colori (il primo in Italia), che incontra subito un buon successo. Allo scoppio della Seconda guerra mondiale (settembre 1939) si reca all'estero come inviato di guerra: tra il 1940 e il 1943 spedisce i suoi servizi da Ungheria, Unione Sovietica e Germania. Nel 1941 torna in Italia per sposare Virginia Barella (figlia di Giulio Barella, amministratore del quotidiano «Il Popolo d'Italia»). Dall'unione nasceranno Fabrizio (1943-2021), Marco (1945-1999) e Nicoletta (1947). Nel 1943 le pubblicazioni di «Tempo» si interrompono a causa dei bombardamenti.
Nel secondo dopoguerra, ceduto «Tempo» all'editore Aldo Palazzi, Mondadori rientra nell'azienda di famiglia per assumere compiti direttivi. Nel 1950 partecipa alla nascita del settimanale in rotocalco Epoca. Assume in prima persona la direzione ed imprime una linea editoriale che sarà la cifra della rivista: massima cura della qualità dei testi e delle immagini.
Si occupa inoltre dei rapporti con gli scrittori che collaborano con la casa editrice; fonda nuove collane, come Orientamenti, Biblioteca storica, Il pensiero critico, Biblioteca moderna Mondadori, Urania. È tra i fondatori della Casa della Cultura di Milano.
Nel 1958 fonda la casa editrice «Il Saggiatore», pur continuando a collaborare con l'azienda di famiglia. Negli anni seguenti i problemi di salute si fanno più pressanti: dedito all'alcol, deve interrompere più volte l'attività lavorativa per disintossicarsi in clinica.
Nel 1965 idea con Vittorio Sereni la collana di libri tascabili «Oscar Mondadori». Alberto cura personalmente l'elenco dei primi cinquanta titoli. Nel 1969 conclude definitivamente la collaborazione con l'azienda di famiglia.
Scrittore e saggista, pubblica inoltre quattro raccolte poetiche. Con la raccolta Quasi una vicenda vince nel 1957 il Premio Viareggio ex aequo con Pier Paolo Pasolini e Sandro Penna.
Muore d'infarto il 14 febbraio 1976 a Venezia, città scelta nei suoi ultimi anni come seconda residenza.
Nel 1979 è nata la Fondazione Arnoldo e Alberto Mondadori con lo scopo di tramandare la memoria del suo operato editoriale.